# Списак ликова Новог завета
Списак ликова Новог завета је списак појединаца и скупина који се помињу у Новом завету.

## Јеванђеља
- Централна личност: Исус Христ

### Скупине
- Анђели
- Апостоли
- Зилоти
- Књижевници
- Мироноснице
- Прозелити
- Садукеји
- Самарићани
- Седамдесет апостола
- Синедрион
- Фарисеји

### Појединаци
- Алфеј
- Вартоломеј
- Гаврило
- Захеј
- Јоаким и Ана
- Јоана
- Јосиф (Праведни)
- Кајафа
- Клеопа
- Јован Крститељ
- Марија Магдалена
- Марта и Марија
- Симеон Богопримац
- Марија (Исусова мајка)

### Апостоли

#### Дванаест апостола
1. Андрија Првозвани
2. Вартоломеј
3. Јаков Алфејев
4. Јаков Заведејев
5. Јован
6. Јуда Искариотски
7. Јуда Тадејев
8. Матеј
9. Петар
10. Филип
11. Симон Зилот
12. Тома

#### Седамдесеторица апостола
- Матија
- Павле

### Јеванђелисти
- Матеј
- Марко
- Лука
- Јован

### Римљани
- Корнелије
- Херод Антипа
- Лонгин
- Понтије Пилат
- Тиберије

## Дела апостолска
- Петар
- Павле
- Корнелије
- Дионисије Ареопагит
- Јуда Галилејац
- Лука
- Марко
- Онисим
- Павле
- Симон Врач
- Стефан
- Тимон Ђакон
- Филип

## Посланице
- Неапокалиптичне
  - арханђел Михаило
  - Филимон и Апфија
- Откровење
  - Четири јахача
  - Курва вавилонска